# Arnold Toynbee (économiste)
Pour les articles homonymes, voir Toynbee.
Pour l'historien, voir Arnold Joseph Toynbee.
Arnold Toynbee (23 août 1852 à Mayfair, Londres (Angleterre) – 9 mars 1883 à Wimbledon, Londres, (Angleterre)) est un historien de l'économie britannique, qui s'engagea dans des actions sociales visant à améliorer les conditions de vie de la classe ouvrière. Il est l'oncle de l'historien Arnold Joseph Toynbee. Il fut également proche du Settlement movement, qui voulait rapprocher les classes moyennes supérieures et les pauvres de façon notamment à resserrer les liens et à diffuser la culture. Un des lieux de ce mouvement à Londres a été appelé en son honneur Toynbee Hall
.

## Biographie
Toynbee est né à Savile Row, dans le quartier de Mayfair en Londres. Il est le fils du médecin Joseph Toynbee. Le célèbre historien Arnold Joseph Toynbee (1889-1975) avec lequel on le confond souvent est son neveu.
Toynbee a d'abord étudié à Blackheath (Londres) et à Woolwich. En 1873, il commence à étudier l'économie politique à l'Université d'Oxford d'abord au Pembroke College puis, à partir de 1878 au Balliol College d'Oxford où il commença à enseigner après avoir fini ses études en 1878. Ses conférences sur l'histoire de la Révolution industrielle aux XVIIIe et XIXe siècles en Angleterre ont eu un fort succès et une réelle influence. C'est lui qui a popularisé le terme de révolution industrielle en Angleterre et dans le monde anglophone. En Allemagne et ailleurs, ce terme a été introduit par Friedrich Engels, en partie inspiré par ce qui se passait alors en Angleterre. Toynbee est mort à 30 ans en 1883 probablement d'épuisement lié à un excès de travail. Il était marié à Charlotte Atwood, de 12 ans son aînée.

## Vues sur la révolution industrielle
Selon Toynbee, l'essence de la révolution industrielle réside dans le passage à la concurrence qui s'est substituée à la régulation médiévale de contrôle de la production et de la redistribution des richesses. Parmi ses composantes, il distingue la révolution agraire qui conduisit à une aliénation entre fermiers et employés agricoles et, dans le monde industriel à l'apparition d'une « nouvelle classe de grands capitalistes employeurs ». « Les vieilles relations entre maîtres et hommes » disparurent et un « cash nexus » s'est substitué aux liens humains. Résumant son interprétation, Toynbee écrit « La Richesse des nations et la machine à vapeur ont détruit le vieux monde et en ont construit un nouveau ». Pour Toynbee, les usines fonctionnant à la vapeur, la Richesse des nations, la concurrence, le « cash nexus » et la montée du paupérisme participent d'un même phénomène.
En réponse à ce scénario lugubre, Toynbee propose un test pour déterminer quand l'État devait être impliqué dans la régulation de la sphère économique et sociale pour équilibrer la balance entre l'industrie et le travail. Il propose la Philosophie Radicale qui « comme je l'entends est celle-ci : nous ne devons pas abandonner nos vieilles croyances en matière de liberté, de justice et prise en charge de sa propre personne, mais, nous disons que dans certaines conditions, le peuple ne peut être laissé à lui-même et qu'il doit être aidé par l'État représentant directement le peuple entier. À cette aide de l'État, nous posons trois conditions : premièrement la matière doit être de première importance sociale, puis il doit être prouvé que c'est possible en pratique, troisièmement l'intervention de l'État ne doit pas diminuer l'autonomie. Même si cela pouvait éviter un grand mal social, rien ne doit être fait pour affaiblir ces habitudes d'autonomie individuelle et d'association volontaire qui ont fait la grandeur du peuple anglais ».

## Histoire économique
Selon Arnold Toynbee, l'application des méthodes de l'English historical school of economics montrerait combien les supposées règles générales de l'économie sont en fait relatives. Par exemple, elle révélerait qu'en dépit des croyances communes, le libre-échange n'est pas généralement avantageux en lui-même mais seulement sous certaines circonstances. Pour Toynbee, il y a des lois universellement vraies telles que la loi des rendements décroissants par exemple. En particulier, il n'y a pas de lois universellement vraies pour fixer quelle doit être l'importance de l'État dans la régulation des marchés. Pour lui, tout dépend de la situation et des degrés variés de régulation peuvent être nécessaires.
Une autre idée forte de Toynbee réside dans le fait qu'il ne voit pas la concurrence libre comme universellement bénéfique au progrès social et économique. Pour lui, c'est particulièrement vrai dans la version du darwinisme social promu alors par le capitalisme du laissez-faire. Toynbee distingue « une lutte pour la simple existence et une lutte pour un mode particulier d'existence ». Depuis le tout début de l'histoire, il note que toutes les civilisations humaines ont eu pour principal dessein de « s'ingérer dans cette lutte brute. Nous entendons modifier la violence du combat et éviter aux faibles d'être foulés aux pieds ». Bien que la concurrence a l'avantage d'être la force motrice qui sous-tend le progrès technique, malgré tout, cela est « gagné au prix d'un énorme gaspillage d'hommes et de travail qui pourrait être évité par la régulation ». Toynbee suggérait de différencier une concurrence au niveau de la production d'un côté et une concurrence sur la répartition des biens de l'autre :

« [...] La lutte des hommes pour se dépasser les uns les autres en produisant est bénéfique à la communauté ; leur conflit sur la division de la production commune ne l'est pas ; le plus fort dicte ses propres conditions de sorte que, dans les premiers temps de la concurrence, les capitalistes utilisaient leur pouvoir pour opprimer les ouvriers et baissaient les salaires jusqu'au point de la famine. Cette sorte de concurrence doit être contrôlée ; il n'y a pas de cas historique où ces situations ont perduré sans être modifiées ou par combinaison ou par législation, ou les deux. En Angleterre, ces deux solutions sont en cours, la première à travers les syndicats ; la seconde à travers la législation sur les usines. »

En lui-même, un marché basé sur la concurrence n'est ni bon ni mauvais, mais comme « un courant dont la force et la direction doivent être observées, où des digues peuvent être jetées de façon qu'il œuvre de façon bénéfique et inoffensive ». Cependant, dans la première phase du capitalisme industriel « il a été perçu comme une doctrine... dont il était un peu immoral de s'éloigner au départ ».

## Œuvres
- 1884: Lectures On The Industrial Revolution In England: Public Addresses, Notes and Other Fragments, together with a Short Memoir by B. Jowett London, Rivington's (1884); Whitefish, Montana: Kessinger Publishing (pb 2004).  (ISBN 1-4191-2952-X)
- 1908: Lectures on the Industrial Revolution of the Eighteenth Century in England: Popular Addresses, Notes and Other Fragments 1908 edition, revised and expanded